# Alfred Cattani
Alfred Cattani (* 30. April 1923 in Zürich; † 20. Dezember 2009 ebenda; heimatberechtigt in Bironico) war ein Schweizer Journalist und Historiker.

## Biographie
Cattani wuchs im Zürcher Seefeld auf. Nach dem Lehrerseminar nahm er ein Studium der Geschichte an der Universität Zürich auf und wurde 1950 mit einer Dissertation über Die Schweiz im politischen Denken Mazzinis promoviert. Schon während des Studiums absolvierte er Hilfseinsätze im zertrümmerten Deutschland, war Volontär beim Schweizer Feuilleton-Dienst und Hauslehrer auf einem Gut in Dänemark. Danach war er Redaktor beim Tagblatt der Stadt Zürich, wo er auf einer Seite täglich das Geschehen im Ausland, im Inland und in Zürich zusammenfasste und sich so gleichzeitig intensiv im journalistischen Handwerk schulte.
Ab 1957 war er in Bonn Deutschland-Korrespondent für Radio Beromünster und den Tages-Anzeiger. 1960 trat er als Dienstredaktor im Auslandressort in die Neue Zürcher Zeitung ein und war Stellvertreter auf Korrespondentenposten in Paris, Moskau, in der DDR sowie beim Europarat in Strassburg. Ab 1969 war er Koordinator, ab 1979 zusätzlich Leiter des Ressorts Zürich, ab den achtziger Jahren bis zu seiner Pensionierung Ende 1989 zusätzlich Stellvertretender Chefredaktor.
Von 1976 bis 1989 war er Mitglied des Verwaltungsrates der Schweizerischen Depeschenagentur (ab 1981 Mitglied des Ausschusses).

## Werke (Auswahl)
- Die Schweiz im politischen Denken Mazzinis. Berichthaus, Zürich 1951 (zugl. Diss. Univ. Zürich 1950).
- Das Berichthaus von Zürich. Ein Kulturbild im Spiegel der Donnstags-Nachrichten 1730–1754. Berichthaus, Zürich 1956.
- Zürcher Steuererhebung 1357. In: Neue Zürcher Zeitung. 23. März 1957.
- Licht und Schatten. 150 Jahre Geschichte der Zürcher Kantonspolizei. Kantonspolizei Zürich, Zürich 1958.
- Israel, ein Jahr nach dem Sechstagekrieg (= NZZ-Schriften zur Zeit. Band 8). Buchverlag Neue Zürcher Zeitung, Zürich 1968.
- Zürich um 1780. In: Neue Zürcher Zeitung. 12./13. Januar 1980.
- Ein politisches Todesurteil im alten Zürich. Die Hinrichtung von Pfarrer Johann Heinrich Waser. In: Neue Zürcher Zeitung. 24./25. Mai 1980, S. 49.
- mit Rainer Diederichs, Dolf Kaiser: Zeit und Zeitung. 200 Jahre Neue Zürcher Zeitung. Zentralbibliothek Zürich, Zürich 1980.
- Minderheiten in der Schweiz. Toleranz auf dem Prüfstand. Verlag Neue Zürcher Zeitung, Zürich 1984.
- Zürich im Zweiten Weltkrieg. Sechs Jahre zwischen Angst und Hoffnung. Verlag Neue Zürcher Zeitung, Zürich 1989.
- Albert Meyer. Chefredaktor der Neuen Zürcher Zeitung von 1915 bis 1930. Bundesrat von 1930 bis 1938 (= Persönlichkeit und Zeitung. Bd. V). Verlag Neue Zürcher Zeitung, Zürich 1992.
- Triumph und Tragödie am Gotthard. Alfred Eschers kühnstes Unternehmen. In: Neue Zürcher Zeitung. 17. Februar 1994, Seite B3.
- Hitlers Schatten über Europa. NZZ-Buchverlag, Zürich 1995.
- Paul Usteri, 1768–1831. Sein Kampf für die Pressefreiheit. Kranich, Zollikon 1997.
- Die Schweizer Bahnen dem Schweizer Volk. Die heissumkämpfte Entstehung der SBB. In: Neue Zürcher Zeitung. 16. Juni 1997 (Sonderbeilage).
- Schatten des Zweiten Weltkriegs. Nazigold und Shoa-Gelder, Opfer als Ankläger. Verlag Neue Zürcher Zeitung, Zürich 1997.
- Die schweizerische Flüchtlingspolitik 1933–1945 (= Schriftenreihe Pro Libertate, Nr. 12). Schweizerische Vereinigung Pro Libertate, 1999.
- Das Geschlecht Rordorf. Eine Familiensaga. 650 Jahre Bürger der Stadt. Regio-Familienforscher, 12. Jg., Nr. 3, 1999, S. 183–186.
- Hermann Hesse und seine Zürcher Freunde. 2002.
- Ein Revolutionär im Zwiespalt. In: Küsnachter Jahrheft. 46. Jg., 2006, S. 33–42.